# آيت مناد (آيت مناد)
آيت مناد هو دُوَّار يقع بجماعة تغبالت، إقليم زاكورة، جهة درعة تافيلالت في المملكة المغربية. ينتمي الدوّار لمشيخة آيت مناد التي تضم دوارين. يقدر عدد سكانه بـ 2752 نسمة حسب الإحصاء الرسمي للسكان والسكنى لسنة 2004.

## وصلات خارجية
- البوابة الوطنية للجماعات الترابية
- المندوبية السامية للتخطيط